# Pańszczycki Potok
Pańszczycki Potok – potok, dopływ Suchej Wody Gąsienicowej, spływający doliną Pańszczycą w polskich Tatrach Wysokich.
Jest to ciek VI rzędu. Wypływa z Czerwonego Stawu Pańszczyckiego, na wysokości 1654 m, zanika jednak w wielkich morenach zaścielających dno górnej części doliny Pańszczycy. Pojawia się na powierzchni niżej, na wysokości 1612 m. Ze żlebów przecinających zbocza Żółtej Turni i Koszystej spływają tylko okresowe potoki, również zanikające w wielkim rumoszu skalnym rozległego i płaskiego dna doliny Pańszczycy. Na wysokości około 1605 m przy korycie Pańszczyckiego Potoku jest kilka źródeł o wydajności 1–5 l/s. Zasilony nimi potok spływa w kierunku północno-wschodnim. Jego koryto o szerokości 2−3 m wyżłobione jest w rumowisku morenowym i obrośnięte kosodrzewiną zarastającą całe dno doliny Pańszczycy. Na wysokości 1540–1500 m pod osadami morenowymi jest nieprzepuszczalna warstwa łupków werfeńskich, na której wybija kilka silnych źródeł morenowych. Wyraźnie zwiększają one ilość wody płynącej korytem. Na wysokości 1430 m przy korycie potoku wybija silne źródło krasowe o wydajności około 25 l/s i temperaturze wody 3,8 °C. Na wysokości 1480–1370 m w korycie potoku występują ponory, w których ginie część jego wód, a przy niskim stanie wody potok zanika całkowicie. Skutkuje to również zmniejszeniem średnicy koryta poniżej tych ponorów. Spod moreny odsłaniają się warstwy wapieni i dolomitów. Na wysokości 1355 m Pańszczycki Potok zasilany jest prawostronnie niewielkim dopływem wypływającym ze źródełka na wysokości 1515 m pod Małą Koszystą. Poniżej wysokości 1450 m wody w potoku ubywa, a następnie przepływ powierzchniowy całkowicie zanika, podobnie jak w Suchej Wodzie Gąsienicowej, wpływa on bowiem na zbudowane z wapieni podłoże krasowe. Od tego momentu woda pojawia się w korycie tylko przy obfitych opadach. Na wysokości około 1295 m Pańszczycki Potok zasilany jest drugim, również prawostronnym dopływem z krasowego źródła wypływającego na wysokości 1400 m u podnóży Małej Koszystej. Źródło to ma bardzo zmienną wydajność 1,5–100 l, zależną od stanów wód. Poniżej ujścia tego dopływu Pańszczycki Potok zmienia kierunek na zachodni. Płynie nim na tym odcinku niewielka ilość wody, a miejscami potok zanika całkowicie w morenach. Większa ilość wody pojawia się dopiero poniżej ujścia Łasicowej Wody wypływającej ze Strzeleckiej Koleby. Niżej jednak w potoku znów ubywa wody, a przed ujściem do Suchego Potoku woda zanika niemal całkowicie.
Długość potoku wynosi 5,44 km, a spadek 9,1%. Jego zlewnia ma powierzchnię 7,25 km². Barwieniami udowodniono, że zanikająca w ponorach woda Pańszczyckiego Potoku przepływa pod korytem Suchej Wody i wypływa dopiero w wielkim Wywierzysku Olczyskim.
W okolicach Wielkiej Pańszczyckiej Młaki koryto Pańszczyckiego Potoku dwukrotnie przecina czerwony szlak turystyczny z Toporowej Cyrhli przez Psią Trawkę i Wodogrzmoty Mickiewicza do Morskiego Oka.

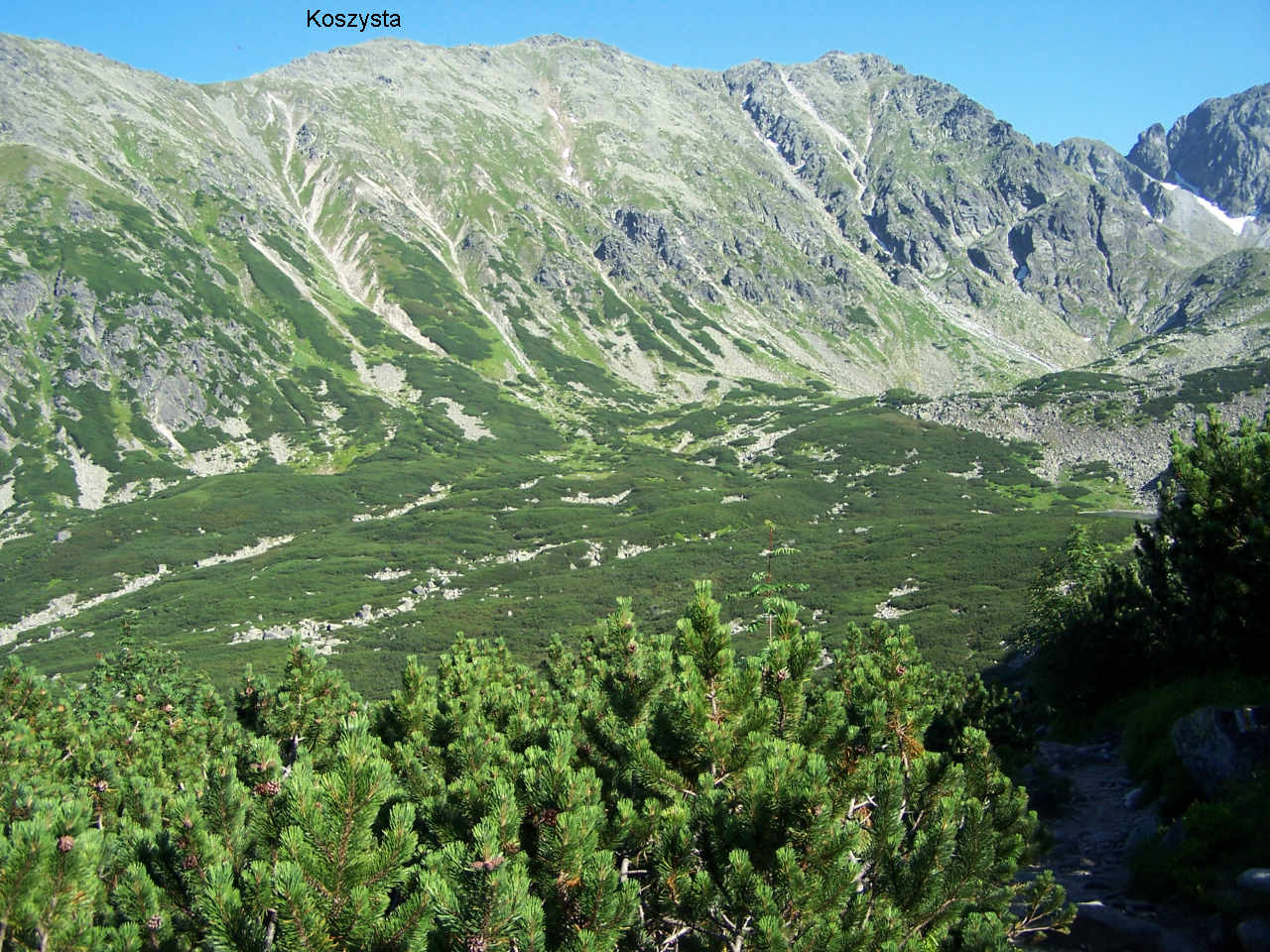
Pokryta morenami górna część doliny Pańszczycy, którą spływa Pańszczycki Potok